# Флаг муниципального округа Донской
Флаг внутригородского муниципального образования муниципальный округ Донско́й в Южном административном округе города Москвы Российской Федерации — опознавательно-правовой знак, служащий официальным символом муниципального образования.
Первоначально данный флаг был утверждён 18 января 2005 года решением муниципального собрания муниципального образования Донское № 01-03-3 как флаг муниципального образования Донское .
Законом города Москвы от 11 апреля 2012 года № 11, муниципальное образование Донское было преобразовано в муниципальный округ Донской.
Решением Совета депутатов муниципального округа Донской от 27 апреля 2016 года № 01-03-42, данный флаг был утверждён флагом муниципального округа Донской и внесён в Государственный геральдический регистр Российской Федерации с присвоением регистрационного номера 11033.

## Описание
Редакция 2005 года
«Флаг муниципального образования Донское представляет собой двустороннее, прямоугольное полотнище с соотношением сторон 2:3.
Голубое полотнище покрыто узкой косой решёткой из соединённых белых полос. Ширина каждой полосы составляет 3/250 длины полотнища, а габаритная ширина неусечённых полос — 2/7 длины полотнища.
В центре полотнища помещено изображение пурпурного плата в виде квадрата с вогнутыми сторонами, с внутренней белой каймой шириной 7\160 ширины полотнища. В центре плата помещено изображение красного трёхъярусного храма с одним большим и тремя видимыми малыми белыми куполами, белыми окнами, крышами и аркадной галереей по первому ярусу. Габаритные размеры изображения плата составляют 15/16 ширины и 15/25 длины полотнища, изображения храма — 9/16 длины и 1/3 ширины полотнища».
Редакция 2016 года
«Прямоугольное двухстороннее полотнище синего цвета с отношением ширины к длине 2:3, на котором малиновым, белым, серым и красным цветом воспроизведены фигуры герба муниципального округа Донской».
Геральдическое описание герба муниципального округа Донской гласит: «В лазоревом поле поверх серебряной тонкой косвенной решетки — пурпурный плат с узкой серебряной каймой в виде квадрата с вогнутыми сторонами, обременённый червлёным храмом в три яруса, окаймлённым серебром, с серебряными окнами, членениями и аркадной галереей в первом ярусе с серебряной же кровлей, имеющим на такой же крыше три малых главы в ряд, за средней из которых — большая глава; все с серебряными куполами и крестами — большая с осьмиконечным, а малые — с полумесяцем в основании».

## Обоснование символики
Изображение храма символизирует расположенный на территории муниципального округа Донской монастырь — один из старейших монастырей столицы, в честь которого эта местность и получила своё название. Расположение храма на плате (покрове — символе защиты) показывает квадратную планировку монастыря, в центре которого находится Новый собор. Малиновый цвет плата символизирует основание монастыря царём Феодором Иоанновичем в конце XVI века.
Плат напоминает об исторической «Даниловской мануфактуре», где с начала XIX века проводились работы по набивке тканей и платков.
Белая решетка символизирует ажурную конструкцию расположенной на территории муниципального образования Шуховской телебашни — одного из выдающихся архитектурно-инженерных памятников Москвы XX века.
Синий цвет полотнища символизирует Москву-реку, протекающую по территории муниципального образования.
Синий цвет (лазурь) — символ возвышенных устремлений, искренности, преданности, возрождения.
Белый цвет (серебро) — символ чистоты, открытости, божественной мудрости, примирения.
Малиновый цвет (пурпур) — символ власти, славы, почёта, благородства происхождения, древности.
Красный цвет — символ труда, мужества, жизнеутверждающей силы, красоты и праздника.